# اندیس سیلیس تویه
سیلیس تویه یک اندیس غیرفلزی است که در حوالی شهر کیاسر استان سمنان قرار دارد و مادهٔ معدنی موجود در آن، سیلیس است.  